# Qatar Amiri Flight
Qatar Amiri Flight bzw. nur Amiri Flight, selten auch Qatar Airways Amiri Flight, ist die staatliche Charter-Fluggesellschaft Katars mit Sitz in Doha. Sie ist ausschließlich mit dem Transport der königlichen katarischen Familie und anderer VIP beauftragt.

## Flotte
Mit Stand Dezember 2023 besteht die Flotte der Qatar Amiri Flight aus 12 Flugzeugen mit einem Durchschnittsalter von 18,9 Jahren:
| Flugzeugtyp     | Anzahl | bestellt | Anmerkungen | Durchschnittsalter (Dezember 2023) |
| --------------- | ------ | -------- | ----------- | ---------------------------------- |
| Airbus ACJ319   | 03     |          |             | 17,4 Jahre                         |
| Airbus ACJ320   | 02     |          |             | 19,7 Jahre                         |
| Airbus A330-200 | 02     |          |             | 20,7 Jahre                         |
| Airbus A340-200 | 01     |          |             | 30,8 Jahre                         |
| Airbus A340-300 | 01     |          |             | 20,9 Jahre                         |
| Airbus A340-500 | 01     |          |             | 20,7 Jahre                         |
| Boeing 747-8    | 02     |          |             | 11,0 Jahre                         |
| Gesamt          | 12     | -        |             | 18,9 Jahre                         |

Der katarische Emir hat dem Staatspräsidenten der Türkei, Recep Tayyip Erdogan, im September 2018 eine Boeing 747-8 geschenkt.

### Ehemalige Flugzeugtypen
- Airbus A310-300
- Boeing 747SP
- C-17 Globemaster III